# سورة (سلماس)
سورة هي قرية في مقاطعة سلماس، إيران. عدد سكان هذه القرية هو 1,506 في سنة 2006.